# Matolay Zoltán
Matolay Zoltán (Szenc, 1873. szeptember 27. – Temesvár, 1953. október 7.) magyar filozófiai író, műfordító.

## Életútja, munkássága
Középiskolát Nyitrán végzett, Jászón és Budapesten római katolikus teológiai tanulmányokat folytatott, a budapesti egyetemen államtudományi (1901) és jogtudományi (1903) doktorátust szerzett. Közigazgatási tisztviselő, majd Temes megyei árvaszéki ülnök, később ügyvéd. Bölcseleti, valláserkölcsi tanulmányai jelentek meg napilapokban és folyóiratokban, mint publicista a nemzetiségi megbékélésért, kölcsönös megbecsülésért szállt síkra. Szaktanulmányokat fordított románból. A keresztény világnézet és a mai háború c. kötete évjelzés nélkül jelent meg Temesváron.